# Together Again (chanson de Janet Jackson)
Pour les articles homonymes, voir Together Again.
Singles de Janet Jackson
"Got 'til It's Gone"
(1997) "I Get Lonely"
(1998)
Together Again est une chanson de Janet Jackson venant de son sixième album studio, The Velvet Rope sorti le 2 décembre 1997. Produite par Janet Jackson, Jimmy Jam et Terry Lewis. C'est l'un des singles les plus vendus de l'histoire, avec environ 6 millions d'exemplaires vendus. Elle est considérée avec All for You être sa chanson phare. 

## Informations
La chanson est un hommage de la part de Janet Jackson à ses amis qui venaient de mourir du SIDA. À l'origine écrit comme une ballade, le titre a été remixé en une chanson dance. Il s'agit du huitième single de Janet Jackson à atteindre la première place du Billboard Hot 100, il y restera pendant deux semaines. Il s'agit aussi de son plus long palmarès (46 semaines). Le single est également devenu l'un des singles les plus vendus par une artiste féminine de l'histoire du UK Singles Chart, où il a atteint la quatrième position. 
Depuis sa sortie, Janet Jackson a interprété ce titre dans chacune de ses tournées. En tant que finaliste pour Velvet Rope Tour, All for You Tour et au Rock Witchu Tour. C'est aussi la dernière chanson du Janet Megamix 04. Après le décès de son frère Michael, elle lui dédie cette chanson lors de ses tournées.
Cette chanson utilise un échantillon d'une musique de jeu vidéo intitulée "Bridge Zone", composée par le musicien Yuzo Koshiro pour la version Game Gear et Master System du jeu Sonic the Hedgehog,,.

## Clips
Deux clips ont été filmés pour la chanson. Le clip pour la version de l'album a été mis en scène par Seb Janiak ; on y voit Janet Jackson et ses danseurs dans un paradis africain futuriste où les gens vivent côte-à-côte avec des animaux sauvages tels que des éléphants, des girafes ou des lynx. Dans la scène où Janet Jackson semble s'étreindre elle-même, la danseuse Nikki Pantenburg lui sert de doublure. Cette version a été nommée en tant que meilleure vidéo dance aux MTV Video Music Awards de 1998. La version accompagnant le Deeper Remix a été réalisée par René Elizondo, Jr. et montre Janet Jackson dans un appartement, se remémorant un ami. Les deux vidéos se trouvent sur le DVD From janet. to Damita Jo: The Videos.

## Supports
| Columbian promo CD single (PROJANET) 1. Colombia Edit - 3.42 UK 12" single (7243 8 94747 6 3) 1. Tony Humphries 12" Edit Mix - 9:57 2. Tony Humphries FBI Edit Dub - 7:20 3. DJ Premier 100 In A 50 Remix - 5:22 4. DJ Premier 100 Just The Bass Vocal - 5:21 5. Jimmy Jam Deep Remix - 5:46 UK 12" R&B promo single (VSTXDJ 1670) 1. DJ Premier 100 In A 50 Remix - 5:22 2. DJ Premier 100 Just The Bass Vocal - 5:21 3. Jimmy Jam Deep Remix - 5:46 4. Jimmy Jam Extended Deep Club Mix - 6:29 UK 12" remix single (VSTDJ 1670) 1. Tony Humphries Club Mix - 6:44 2. Tony Humphries 12" Edit Mix - 9:57 3. Tony Humphries FBI Dub - 7:20 4. Tony Humphries White & Black Dub - 6:30 UK promo CD single (VSCDJ1670) 1. Radio Edit - 4:08 1. Single Edit - 4:22 2. Album Version - 5:01 UK CD maxi single (VSCDG 1670) 1. Radio Edit - 4:07 2. Tony Humphries Club Mix - 6:44 3. DJ Premier 100 in a 50 Remix - 5:22 4. Jimmy Jam Deep Remix - 5:46 5. Tony Moran 7" Edit W/ Janet Vocal Intro - 5:29 6. Jimmy Jam Deeper Radio Edit - 4:00 Japanese CD single (VJCP-12084) Australian CD single (8947482) 1. Radio Edit - 4:07 2. Tony Humphries Club Mix - 6:44 3. DJ Premier 100 In A 50 Remix - 5:22 4. Jimmy Jam Deep Remix - 5:46 5. Tony Moran 7" Edit W/ Janet Vocal Intro - 5:29 6. Jimmy Jam Deeper Radio Edit - 4:00 | U.S. double 12" promo single (SPRO-12791) 1. Tony Moran 12" Club Mix - 11:00 2. Tony Humphries FBI Dub - 7:21 3. Tony Humphries Club Mix - 6:44 4. Jimmy Jam Extended Deep Club Mix - 6:29 5. Jimmy Jam Deep Remix - 5:46 6. DJ Premier Just The Bass - 5:22 7. Tony Moran Radio - 5:27 8. Album Version - 5:01 U.S. 12" single (Y-38623) 1. Tony Moran 12" Club Mix - 11:00 2. Tony Humphries Club Mix - 6:44 3. Jimmy Jam Extended Deep Club Mix - 6:29 4. DJ Premier Just The Bass - 5:22 U.S. promo CD single (DPRO-12791) 1. Jimmy Jam Deeper Remix Edit - 4:00 2. Jimmy Jam Deep Remix Radio Edit - 4:16 3. DJ Premier Just The Bass - 5:22 4. Jimmy Jam Deep Remix - 5:46 5. DJ Premier 100 In A 50 Remix - 5:22 6. Call Out Hook (Deeper Mix) - 0:20 7. Call Out Hook (Deep Mix) - 0.15 U.S. CD single (7243 8 38623-2-0) 1. Album Version - 5:01 2. Jimmy Jam Deep Remix - 5:49 3. Jimmy Jam Deeper Remix - 4:53 U.S. CD MAXI single (7243 8 38625-2-8) 1. Jimmy Jam Deep Remix - 5:46 2. Jimmy Jam Deeper Remix - 4:52 3. Tony Moran 12" Club Mix - 11:00 4. Tony Humphries Club Mix - 6:44 5. DJ Premier Just The Bass - 5:22 French 12" promo single (SA 8225) French CD single (7243 8 94850 2 8) 1. Radio Edit - 4:07 2. Jimmy Jam Deeper Radio Edit - 4:00 |

## Remixes officiels
| - Album Version – 5:01 - Radio Edit – 4:08 - Single Edit – 4:22 - Colombia Edit – 3:42 - Jimmy Jam Deep Remix – 5:49 (*) - Jimmy Jam Deep Radio Edit – 4:16 (*) - Jimmy Jam Extended Deep Club Mix – 6:29 (*) - Jimmy Jam Deeper Remix – 4:53 (*) - Jimmy Jam Deeper Radio Edit – 4:00 (*) - Tony Moran 7" Edit w/ Janet Vocal Intro – 5:29 - Tony Moran 12" Club Mix – 11:00 - Tony Moran Radio Edit – 5:20 - Tony Moran T&G Dub – 6:45 - Tony Moran T&G Tribal Mix – 6:53 - Tony Humphries Club Mix – 6:44 - Tony Humphries 12" Club Mix – 9:57 - Tony Humphries FBI Dub – 7:20 - Tony Humphries White & Black Dub – 6:30 | - DJ Premier 100 In A 50 Mix – 5:22 (*) - DJ Premier Just Tha Bass – 5:22 (*) - Jonathan Peters Sound Factory Floor/Original Mix – 12:29 - Jonathan Peters Tight Mix – 15:24 - Jonathan Peters Tight Mix Edit Pt. 1 – 5:25 - Jonathan Peters Tight Mix Edit Pt. 2 – 9:49 - Jonathan Peters Vocal Radio Mix – 4:28 - Jonathan Peters Mixshow – 7:09 - Call Out Hook (Chorus) – 0:13 - Call Out Hook (Verse) – 0:16 - Call Out Hook (Deep Mix) – 0:15 (*) - Call Out Hook (Deeper Mix) – 0:20 (*) |

(*) Janet Jackson a réenregistré sa voix pour ces remixes